# امامزاده و گورستان پشکر
امامزاده و گورستان پشکر مربوط به دوره ساسانیان - سده‌های اولیه دوران‌های تاریخی پس از اسلام است و در شهرستان بهبهان، بخش مرکزی، دهستان منصوریه، ۵۰۰ متری جنوب روستای پشکر واقع شده و این اثر در تاریخ ۲۷ آبان ۱۳۸۶ با شمارهٔ ثبت ۲۰۲۸۷ به‌عنوان یکی از آثار ملی ایران به ثبت رسیده است.